# Tornédaliens
Les Tornédaliens sont des Suédois parlant le meänkieli ou finnois tornédalien et originaires de la Tornédalie, une région du Nord-Est de la Suède frontalière avec la Finlande. Ils constituent les descendants des Finnois retrouvés du côté suédois lors du tracé de la frontière après la guerre de Finlande (Traité de Fredrikshamn, 1809).
Les Tornédaliens ont été récemment reconnus comme minorité au sein de la Suède. Ils n'ont pas de revendication autonomiste ou indépendantiste mais un drapeau non officiel tornédalien existe.

## Histoire
Les Tornédaliens ont une économie historiquement fondée sur l'agriculture, la chasse, la pêche et l'élevage de rennes.
À la fin du XIXe siècle, les enfants issus de la minorité tornédalienne se voient interdire l'utilisation de leur langue maternelle à l'école et sont contraints d'utiliser le suédois, injonction en vigueur jusque dans les années 1960. Au début du XXe siècle, 5 500 enfants tornédaliens ont été envoyés dans des internats de l'Église luthérienne où l'usage de leur langue et leurs vêtements traditionnels leur étaient interdits.
En 2023, l'État suédois et l'Église de Suède sont reconnus comme ayant une responsabilité morale dans la politique d'assimilation brutale menée par le pays dans la région aux XIXe et XXe siècles. Ce préjudice porte atteinte à la protection de la langue régionale, à sa culture et à ses activités traditionnelles, selon une commission indépendante chargée d'examiner les violations à l'encontre de cette minorité, qui préconise une réparation et des excuses publiques.